# Fran Čubranić
Fran Čubranić (Rijeka, Croacia; 11 de junio de 1997) es un waterpolista croata que actualmente juega por el club Primorje.